# Porva
Porva község Veszprém vármegye Zirci járásában. A Magas-Bakonyban fekszik Zirctől közúton 9 km-re észak-északnyugati irányban.

## Elhelyezkedés, adottságok
A Hódos-ér patak kisebb forráságai között, északi tájolású völgyben fekszik. Az újabb házsorok a dombokra is felkúsztak. Nyugat-északnyugat felé a tájkép meghatározója a Kőris-hegy és Kék-hegy tömbje, amely a Bakony legmagasabb pontja (709 m).
Éghajlata hűvös, a völgyzugokban akár nyáron is előfordul fagyos hajnal. A sokéves átlag szerint csapadékban gazdag, de az utóbbi néhány év aszályai az átlagosnál erősebben érintették.
A megművelt területek többé-kevésbé lejtősek. A lösztakarón képződött erdőtalaj meglehetősen kifakult, a termények közül leginkább a burgonyának kedvez.

## Közlekedés
Zsáktelepülés, mert a település csak Zirc felől érhető el a 83 106-os számú mellékúton, amely Zirc belvárosában ágazik ki a 82-es útból, keresztülvezet Borzaváron, végül itt ér véget; innen csak erdei utak vezetnek tovább a Kőris-hegy illetve Fenyőfő irányába.

## Külterületi részei

### Pálihálás

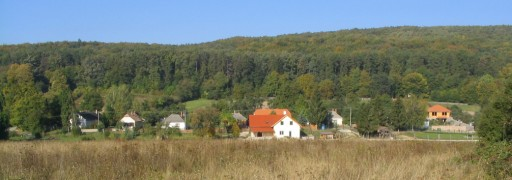
Pálihálás dél felől

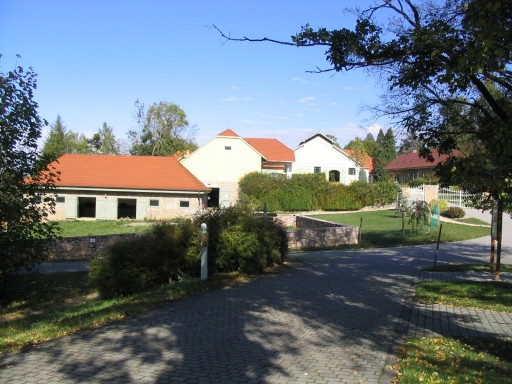
A szépalmai gazdaság központi épületcsoportja

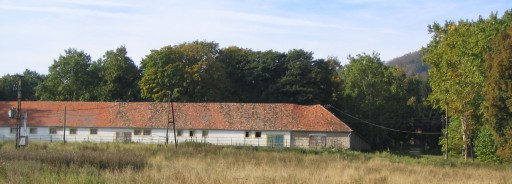
Ménesjáráspuszta keletről

Közelítőleg déli irányban, légvonalban 5 km távolságra található a Halománytető déli lábánál. Közúton Zirc-Tündérmajor felől lehet megközelíteni, gyér autóbuszjáratai az anyaközségétől függetlenül közlekednek. Területén bő, jó minőségű vizet adó forrás fakad, amely Borzavár és Porva fő ivóvízbázisa. Aszályos években azonban már nem képes a megnövekedett igényeket ellátni, ilyenkor Zircről érkezik pótlás.
Néhány háza még lakott, másokat hétvégi vagy üdülőháznak használnak új tulajdonosaik.

### Szépalmapuszta
Délnyugati irányban, a Halománytető északi oldalán települt.
Évszázadokon keresztül az Eszterházyak majorja volt, majd a rokonságukba került Pejacsevich Mikó család lett a gazdája. A 17. század óta tartottak itt ménest. 1962-től a bábolnai gazdasághoz tartozott, majd 1994-ben svájci tulajdonba került. Jelenleg a fő működési terület a vendéglátás; hotel és konferenciaközpont épült, ehhez inkább bemutató jelleggel csatlakozik kis gazdaság, ahol régi, hagyományos állatfajták: magyar szürkemarha, mangalica sertés találhatók. A környezetet kis tó, arborétum, szelídgesztenye-liget egészíti ki. A könnyebb elérhetőség kedvéért új aszfaltozott út készült, amely Borzavárral köti össze.

### Ménesjáráspuszta
Porvától nyugatra, a nagy hegytömb lábánál fekszik. A község északnyugati végétől, a futballpályától induló murvás úton érhető el. A murvás út rajta áthaladva délnek fordul Szépalmapuszta felé. A bábolnai időszakban még itt is jelentős állattartó telep működött. Régi gazdasági épületek és néhány lakóház alkotják.

## Rövid története
A környék az őskortól kezdve lakott. Ezt az előkerült kőeszközök igazolják. A környéken sok sírhalom és sánc is található, főként a bronzkorból. Első írásos említése 1086-ból való. Kiss Lajos Földrajzi nevek etimológiai szótárának alapján Porva, személynévből keletkezett településnév. A személynév szláv eredetű lehet, a szerbeknél és horvátoknál ma is előfordul Prva alakban, ez pedig a Prvoslav (kb. ’első dicső(ség)’) névből rövidült. A magyarok Szent Imre tiszteletére kápolnát emeltek, amelyet V. István király 1261-ben a pannonhalmi bencéseknek adott. IV. Béla több királyi rendeletet is keltezett a községből. A cseszneki vár tartozékaként a 14. század derekáig a gróf Cseszneky család volt a település ura. Zsigmond király 1398-ban a Garaiaknak adományozta Porvát, akik vadászterületként említik. Garai Miklós nádor letelepítette a pálos szerzetesrendet, amely az 1450-es években monostort építtetett. Ez a monostor a török hódítás alatt elpusztult, helyére csak 1782-ben épült meg a katolikus templom. A pápai pálosok az 1730-as években telepítettek új lakosokat Porvára, ausztriai és morvaországi németeket. Magyar családok csak később költöztek ide. A lakosság 300-900 fő között ingadozott a politikai-gazdasági körülmények, a megélhetési lehetőségek függvényében.
A szocializmus idején termelőszövetkezet alakult, amely a korlátozott adottságok miatt nagyobb szervezeti egységhez csatlakozott; a központ Zirc volt. Jelentős volt a melléküzemági tevékenység: például fafeldolgozás, építőipari működés. A lakosság többségének ez nyújtott szerény, de tisztes megélhetést. Jelentős munkaalkalom volt még az erdészetnél, de jártak dolgozni a távolabbi környékre is, például Dudarbánya.

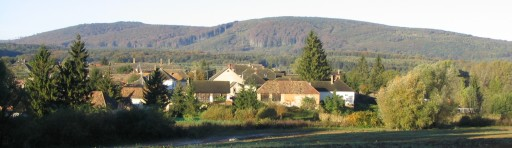
Porva látképe

1989 után a TSZ kisebb társaságokra esett szét, a munkalehetőségek száma csökkent. Megjelent a munkanélküliség, illetve a dolgozók kénytelenek nagyobb távolságra járni.

## Közélete

### Polgármesterei
- 1990–1994: Stampfer Károly (független)[3]
- 1994–1998: Valler Mihály (független)[4]
- 1998–2002: Valler Mihály (független)[5]
- 2002–2006: Répás Imre (független)[6]
- 2006–2010: Veinperlné Kovács Andrea (független)[7]
- 2010–2014: Veinperlné Kovács Andrea (független)[8]
- 2014–2019: Veinperlné Kovács Andrea (független)[9]
- 2019–2024: Veinperlné Kovács Andrea (független)[10]
- 2024– : Veinperlné Kovács Andrea (független)[1]

## Népesség
A település népességének változása:
| Lakosok száma | 435  | 425  | 422  | 465  | 476  | 483  | 489  |
|               | 2013 | 2014 | 2015 | 2021 | 2022 | 2023 | 2024 |

A 2011-es népszámlálás során a lakosok 88,9%-a magyarnak, 26,9% németnek, 2,7% cigánynak mondta magát (11,1% nem nyilatkozott; a kettős identitások miatt a végösszeg nagyobb lehet 100%-nál). A vallási megoszlás a következő volt: római katolikus 65%, református 3,2%, evangélikus 1,4%, felekezeten kívüli 6,1% (23,7% nem nyilatkozott).
2022-ben a lakosság 88%-a vallotta magát magyarnak, 21,8% németnek, 0,2-0,2% cigánynak, románnak, görögnek, szlovénnek és szlováknak, 2,3% egyéb, nem hazai nemzetiségűnek (11,6% nem nyilatkozott; a kettős identitások miatt a végösszeg nagyobb lehet 100%-nál). Vallásuk szerint 41,4% volt római katolikus, 1,9% református, 0,2% görög katolikus, 0,2% izraelita, 0,4% egyéb keresztény, 1,7% egyéb katolikus, 9,2% felekezeten kívüli (44,5% nem válaszolt).

## Nevezetességek
A gótikus és barokk jegyeket viselő templom műemlék, oltárképét Roskovitz Ignác festette. Északi falában díszes vörösmárvány emléktábla jelöli Zápolyai Orsolya nyughelyét.

## Külső hivatkozások
- Zirci kistérség honlapja Archiválva 2021. május 8-i dátummal a Wayback Machine-ben